# Кулик Маркіян Зіновійович
Маркіян Зіновійович Кулик (27 липня 1970, Львів, Українська РСР, СРСР) — український дипломат. Надзвичайний і Повноважний Посол України. Суддя Міжнародного трибуналу ООН з морського права (2011—2020) та (2020—2029).

## Життєпис
Народився 27 липня 1970 у Львові. У 1992 році закінчив Московський державний інституті міжнародних відносин.
З 1991 працює у Договірно-правовому відділі МЗС України.
З 1994 по 1998 — працював у Постійному представництві України при ООН.
З 1997 по 1998 — під час головування України в Генеральній Асамблеї ООН, був юридичним радником в офісі Голови Генеральної Асамблеї ООН.
З 2000 по 2001 — під час членства України в Раді Безпеки ООН — заступник Постійного представника України при ООН. Неодноразово обирався на керівні посади в робочих органах ООН, зокрема очолював Спеціальний комітет зі Статуту ООН та зміцнення ролі Організації, Комітет з програм та координації.
З 2001 по 2004 — працював у Постійному представництві України при ООН, займався питаннями міжнародного права, прав людини, соціальними проблемами.
В різні роки був заступником директора Договірно-правового управління МЗС, начальником Управління ООН та інших міжнародних організацій.
До 2008 — працював заступником керівника Головної Служби зовнішньої політики Секретаріату Президента України.
З 14.04.2008 — 01.09.2011 — Надзвичайний і Повноважний Посол України в Румунії.
У 2011 році був обраний суддею Міжнародного трибуналу з морського права.
24 серпня 2020 року — переобраний на другий термін суддею Міжнародного трибуналу з морського права до 2029 року

## Сімʼя
Батько - Кулик Зіновій Володимирович - український тележурналіст, телевізійний менеджер, державний службовець.
Мати - Кулик Оксана Георгівна - викладачка фізики.
Дружина - Бойко-Кулик Оксана Владиславівна - дипломат, журналіст.
Діти - Олександра, Зиновій, Оксана.